# انریکو کولومباری
انریکو کولومباری (به ایتالیایی: Enrico Colombari) بازیکن فوتبال و اهل ایتالیا است که از سال ۱۹۲۸ میلادی عضو تیم ملی فوتبال ایتالیا بوده و در ۹ بازی ملی حضور داشته‌است. او در بازی‌های ملی‌اش گلی به ثمر نرساند.
انریکو کولومباری آخرین بازی ملی خود را در سال ۱۹۳۳ میلادی انجام داد.